# Cyrnus trimaculatus
Cyrnus trimaculatus là một loài Trichoptera trong họ Polycentropodidae. Chúng phân bố ở miền Cổ bắc.